# سيباستيان جريجوري
سيباستيان جريجوري (بالفرنسية: Sébastien Grégori)‏ هو لاعب كرة قدم فرنسي في مركز الوسط، ولد في 6 أبريل 1981 في مارسيليا في فرنسا. لعب مع أولمبيك مارسيليا ونادي أجاكسيو ونادي غويونيون ونادي كان ونادي كريتيل ونادي هبوعيل نوف هجليل.

## وصلات خارجية
- سيباستيان جريجوري على موقع رابطة كرة القدم الفرنسية للمحترفين (الإنجليزية)
- سيباستيان جريجوري على موقع قاعدة بيانات كرة القدم.إي يو (الإنجليزية)
- سيباستيان جريجوري على موقع ليكيب (الفرنسية)